# San Juan de Los Morros (paroisse civile)
Pour les articles homonymes, voir San Juan de Los Morros.
San Juan de Los Morros est l'une des trois paroisses civiles de la municipalité de Juan Germán Roscio dans l'État de Guárico au Venezuela. Sa capitale est San Juan de Los Morros, chef-lieu de la municipalité et capitale de l'État.

## Géographie

### Démographie
Hormis sa capitale San Juan de Los Morros, chef-lieu de la municipalité et capitale de l'État, elle-même divisée en quartiers, la paroisse civile comporte un grand nombre de localités, dont :
- Buenos Aires
- Camburito
- Cartancito
- Chacao
- Cueva de Tigre
- Cumbre
- El Castrero
- El Hoyo
- Jobalito
- La Guamita
- La Llaneda
- Las Callecitas
- Las Trincheras
- Los Bagres
- Los Cedros
- Los Flores
- Los Onoto
- Pedregalito (partagé avec Zamora dans l'État d'Aragua)
- Píritu (partagé avec Zamora dans l'État d'Aragua)
- Potrerito
- Sabaneta
- San Juan de Los Morros
  - Barrio Brisas del Valle
  - Barrio María de Los Ángeles
  - Camoruquito
  - Centro (le « centre »)
  - Guaiquera
  - La Guaiquera
  - Las Palmas
  - Los Jardines
  - Urbanización Altamira
  - Urbanización Antonio Miguel Martínez
  - Urbanización Doña Eva
  - Urbanización Evaristo Linares Vegas
  - Urbanización La Tropical 1
  - Urbanización La Tropical 2
  - Urbanización La Vega
  - Urbanización Las Aberitas
  - Urbanización Rómulo Gallegos
  - Zona Industrial (la « zone industrielle)